# Чисте (Мазовецьке воєводство)
Чисте (пол. Czyste) — село в Польщі, у гміні Сохачев Сохачевського повіту Мазовецького воєводства.
Населення — 267 осіб (2011).
У 1975-1998 роках село належало до Скерневицького воєводства.

## Демографія
Демографічна структура станом на 31 березня 2011 року:
|          | Загалом | Допрацездатний вік | Працездатний вік | Постпрацездатний вік |
| -------- | ------- | ------------------ | ---------------- | -------------------- |
| Чоловіки | 138     | 28                 | 99               | 11                   |
| Жінки    | 129     | 31                 | 74               | 24                   |
| Разом    | 267     | 59                 | 173              | 35                   |